# Nannopus
Nannopus is een geslacht van eenoogkreeftjes uit de familie van de Nannopodidae. De wetenschappelijke naam van het geslacht is voor het eerst geldig gepubliceerd in 1880 door Brady.

## Soorten
De volgende soorten zijn  bij het geslacht ingedeeld:
- Nannopus abyssi Sars G.O., 1920
- Nannopus brasiliensis Jakobi, 1956
- Nannopus bulbiseta Vakati & Lee, 2017[2]
- Nannopus didelphis Fiers & Kotwicki, 2013
- Nannopus dimorphicus Vakati & Lee, 2017[3]
- Nannopus ganghwaensis Vakati, Kihara & W. Lee, 2017
- Nannopus hirsutus Fiers & Kotwicki, 2013
- Nannopus minutus Vakati & Lee, 2017[4]
- Nannopus palustris Brady, 1880
- Nannopus parvipilis Kim, J.G., Choi & Yoon, 2017
- Nannopus parvus Vakati & Lee, 2017[5]
- Nannopus perplexus (Sars G.O., 1909)
  - = Ilyophilus perplexus Sars G.O., 1909
- Nannopus procerus Fiers & Kotwicki, 2013
- Nannopus scaldicola Fiers & Kotwicki, 2013
- Nannopus serratus Vakati & Lee, 2017[6]
- Nannopus unisegmentatus Shen & Tai, 1964